# Gutthorm
|  | Dieser Artikel oder Abschnitt wurde wegen inhaltlicher Mängel auf der Qualitätssicherungsseite des Projekts Germanen eingetragen. Dies geschieht, um die Qualität der Artikel aus diesem Themengebiet auf ein akzeptables Niveau zu bringen. Bitte hilf mit, die Mängel dieses Artikels zu beseitigen, und beteilige dich an der Diskussion! |

Gutthorm (oder Guttorm) ist in der nordischen Heldensage der Sohn von Grimhild und Stiefsohn des Giukis. Er ist damit der Stiefbruder von Gudrun, Gunnar und Högni.
Gunnar und Högni drängen ihn dazu den Sigurd zu ermorden, da er ihm gegenüber nicht durch einen Eid verbunden ist. Er kommt dieser Aufforderung nach und wird zum Mörder Sigurds. Allerdings findet er selbst durch ihn den Tod, da Sigurd noch sein Schwert nach ihm wirft.
Im deutschen Nibelungenlied führt dieses Verbrechen Hagen (Högni) selbst aus.